# Laterallus viridis
Laterallus viridis е вид птица от семейство Дърдавцови (Rallidae).

## Разпространение
Видът е разпространен в Боливия, Бразилия, Венецуела, Гвиана, Еквадор, Колумбия, Парагвай, Перу, Суринам и Френска Гвиана.